# Rubus hiraseanus
Rubus hiraseanus är en rosväxtart som beskrevs av Tomitaro Makino. Rubus hiraseanus ingår i släktet rubusar, och familjen rosväxter. Inga underarter finns listade i Catalogue of Life.